# Ред Эрроуз
Ред Эрроуз — замбийский футбольный клуб, базирующийся в Лусаке, выступающий в чемпионате Замбии по футболу. Они играют в свои домашние игры на стадионе «Нколома» в Лусаке.
Клуб спонсируется ВВС Замбии.

## Достижения

### Местные
- Чемпион Замбии — 2 (2004, 2021/22)
- Обладатель Кубка Замбии — 1 (2007)
- Кубок Вызова — 1 (1982)
- Замбийский благотворительный щит — 1 (2005)